# 新納忠武
新納 忠武（にいろ ただたけ）は、室町時代後期から戦国時代にかけての武将。新納氏7代当主。大隅国志布志領主。

## 略歴
6代当主・新納忠明の子として誕生。
明応3年（1494年）、都城の北郷数久と共に梅北（現：都城市梅北町）の島津忠明を攻撃。忠明を敗走させると梅北を手にいれる。この時の攻撃によって多くの神社・仏閣が焼失したと言われている。
忠武は飫肥を本拠とする豊州家・島津忠朝と対立していたが、島津宗家にも従おうとはしなかった。永正3年（1506年）、島津氏11代当主・島津忠昌が反乱を起こした大隅高山城の肝付兼久を攻撃したが、忠武が兼久に援軍を送ったため全軍撤退する事になる。こうして新納氏は忠武・忠勝の代に周囲の豪族と争いを繰り広げながら、次第に勢力を拡大していった。

## 系譜[1]
- 父：新納忠明（～1494） - 明応3年7月27日卒。戒名は義円光忠
- 母：不詳
- 正室：北郷数久の娘
  - 長男：忠勝（1491～1549） - 8代当主
  - 長女：島津忠広の妻 - 島津豊州家4代当主に嫁いだが、間もなく早逝

- 側室：宇宿氏の娘
  - 三男：忠郷（～1541） - 天文10年9月3日山東にて戦死。戒名は竹翁道松

- 生母不明
  - 次男：久秋（忠安）（～1528） - 新納氏庶流の新納忠尊の次女を妻としその養嗣子となる。享禄元年5月冷水にて戦死
  - 四男：時宗 - 早逝